# José María Maguregui
José María Maguregui, né le 16 mars 1934 à Miraballes et mort le 30 décembre 2013 à Bilbao, est un footballeur espagnol reconverti en entraîneur.
Il jpue notamment avec l'Athletic Bilbao entre 1952 et 1961. Il entraîne ensuite, entre autres, le Racing de Santander, l'Espanyol de Barcelone et le Celta Vigo.

## Biographie

### Carrière de joueur
Maguregui effectue l'essentiel de sa carrière à l'Athletic Bilbao où il joue au poste de milieu de terrain. Il débute avec l'Athletic en 1952 et il reste dans ce club jusqu'en 1961. Il remporte le titre de champion d'Espagne en 1956 et trois Coupes d'Espagne (1955, 1956 et 1958).
En 1961, Maguregui rejoint Séville FC jusqu'en 1963. Il joue ensuite avec l'Espanyol puis avec le Recreativo de Huelva. Il met un terme à sa carrière en 1965.
Entre 1955 et 1957, il est sélectionné sept fois avec l'équipe d'Espagne, inscrivant un but.

### Carrière d'entraîneur
Entre 1972 et 1977, Maguregui entraîne le Racing de Santander parvenant à faire monter le club en Première division à deux reprises.
Il entraîne ensuite le Celta de Vigo parvenant à faire monter le club galicien en Première division.
Entre 1983 et 1987, Maguregui entraîne de nouveau le Racing devenant ainsi l'entraîneur qui est resté le plus longtemps aux commandes du Racing (neuf saisons en tout). Il cesse son activité d'entraîneur en 1993.
Comme entraîneur, Maguregui était connu pour son style très défensif.

## Palmarès

### Joueur
- Champion d'Espagne en 1956 avec l'Athletic Bilbao
- Vainqueur de la Coupe d'Espagne en 1955, 1956 et 1958 avec l'Athletic Bilbao
- Vainqueur du Championnat d'Europe des moins de 18 ans avec l'équipe d'Espagne

### Entraîneur
- Champion d'Espagne de D2 en 1979 avec Almería